# 叙利亚自由军
叙利亚自由军（阿拉伯语：جيش مغاوير الثورة），前称革命突击军，是叙利亚南部反对派的一个军事组织，控制着叙利亚与伊拉克和约旦的边界附近的领土。该组织接受美国陆军的训练，并驻扎在坦夫基地。
2015年5月20日，叙利亚阿拉伯军的叛逃者建立的“真主至大旅”和其他反叛者整合为“新叙利亚军”。新叙利亚军的最初目标是将伊斯兰国驱逐出叙利亚东南部。2016年12月，新叙利亚军解散，其残余力量组成革命突击军。2022年10月23日，在经历领导层内部的一系列派系争执后，革命突击军改名为叙利亚自由军。2024年10月，该组织有3000名成员。2024年12月，阿萨德政权垮台后，叙利亚自由军控制叙利亚约20%的领土，包括巴尔米拉和大马士革北部。2025年1月29日，该组织领导人参加敘利亞革命勝利宣告會議，以与叙利亚过渡政府谈判，最終合併至敘利亞國防部。2025年5月，該部隊成為敘利亞陸軍新組建的第70師的一部分。